# David Boykett
David Hebbert Boykett (ur. 19 sierpnia 1934, zm. 10 lutego 2016) – australijski wioślarz, brązowy medalista olimpijski.
Wystąpił na igrzyskach olimpijskich w Melbourne w 1956, gdzie Australijczycy w składzie: Michael Aikman, David Boykett, Fred Benfield, Jim Howden, Garth Manton, Walter Howell, Adrian Monger, Brian Doyle i Harold Hewitt (sternik) zdobyli brązowy medal w ósemkach. W wyścigu finałowym o 4 sekundy przegrali z osadą USA i o 2,1 sekundy z osadą Kanady. Na rozgrywanych osiem lat później igrzyskach olimpijskich w Tokio w tej samej konkurencji zajął ósme miejsce.
Zajął także piąte miejsce w ósemkach na mistrzostwach świata w Lucernie w 1962 oraz dziesiąte w tej konkurencji na mistrzostwa świata w Bledzie cztery lata później.
Po zakończeniu kariery był trenerem, sędzią i działaczem sportowym. Prowadził między innymi australijską ósemkę na mistrzostwach świata w St. Catharines w 1970. Był także prezydentem Mercantile Rowing Club oraz prezesem Związku Wioślarskiego Wiktorii. Odznaczony Orderem Australii.